# فيليو-لوا-مولو
فيليو-لوا-مولو (بالفرنسية: Villieu-Loyes-Mollon)‏ هي بلدية فرنسية تقع في إقليم الآن في فرنسا. رمز إنسي لها هو:1450. أما الرمز البريدي لها فهو: 1800.